# Anne Louise Hassing
Anne Louise Hassing Nielsen (født 17. september 1967 i Odense) er en dansk skuespillerinde. Med uddannelse fra Statens Teaterskole i 1997 har hun medvirket i flere danske film- og tv-produktioner, såsom Kærlighedens smerte (1992), Idioterne (1998), Krøniken (2004-2007), Jagten (2013), Kapgang (2014) og Badehotellet (2013-2024). For sine præstationer har hun modtaget flere danske film-priser, såsom Bodil- og Robert-prisen for bedste kvindelige hovedrolle (Kærlighedens smerte).
I 2007 deltog hun i underholdsprogrammet og dansekonkurrencen Vild med dans sammen med den professionelle danser, Michael Olesen. Parret opnåede en 6. plads.

## Privat
Hassing var gift med Peter Hellemann, musiker, men de blev skilt i maj 2017. Parret har sammen sønnen Mingus Hassing Hellemann (født 15. november 2004).
Hassing er buddhist og tilknyttet den buddhistiske retning Soka Gakkai. Hun er vegetar.

## Filmografi

### Film
| År   | Titel                            | Rolle            |
| ---- | -------------------------------- | ---------------- |
| 1992 | Kærlighedens smerte              | Kirsten          |
| 1998 | Idioterne                        | Susanne          |
| 1999 | Klinkevals                       | madam Birk       |
| 2000 | Juliane                          | madam Birk       |
| 2000 | Helenes Himmelfærd               |                  |
| 2006 | Far til fire - i stor stil       | bibliotekar      |
| 2010 | En familie                       | Sanne            |
| 2011 | Goltzius and the Pelican Company | Susannah         |
| 2012 | Hvidsten gruppen                 | Augusta Jacobsen |
| 2012 | Jagten                           | Agnes            |
| 2012 | Over kanten                      | Clara            |
| 2014 | Kapgang                          | Helle Friis      |

### Serier
| År          | Titel                 | Rolle          | Noter                                |
| ----------- | --------------------- | -------------- | ------------------------------------ |
| 1997 – 1998 | Strisser på Samsø     | Sofie Pedersen | Medvirker i 1 afsnit                 |
|             | De pokkers forældre   |                |                                      |
| 2000-01     | Skjulte spor          | Marie Bovain   |                                      |
| 2003 – 2007 | Krøniken              | Ida Nørregaard | Medvirker i 22 afsnit                |
| 2007-09     | 2900 Happiness        | Mette          | Medvirker i 2 afsnit                 |
| 2009        | Lulu & Leon           | Mille          | Medvirker i 6 afsnit                 |
| 2013 - 2024 | Badehotellet          | Therese Madsen | Medvirker i alle afsnit              |
| 2019        | Tinka og Kongespillet | Gitte          | Medvirker i 1 afsnit                 |
| 2025        | Hvide Sande (sæson 2) | Maj Lorentsen  | Medvirker i alle afsnit; hovedperson |

## Shows
- City Singler - Sko, håb & kærlighed (2010)
- City Singler - Frækkere i 2'eren (2012)
- City Singler - Trimmet i 3 kanten (2014)
- Århus Revyen 2011